# Lijst van voetbalinterlands Canada - Hongkong (vrouwen)
Deze lijst van voetbalinterlands is een overzicht van alle officiële voetbalinterlands tussen de nationale vrouwenteams van Canada en Hongkong. De landen hebben tot nu toe één keer tegen elkaar gespeeld.

## Wedstrijden
| № | Plaats | Datum            | Competitie        | Wedstrijd         | Uitslag |
| - | ------ | ---------------- | ----------------- | ----------------- | ------- |
| 1 | Taipei | 11 december 1987 | Vriendschappelijk | Canada − Hongkong | 2 − 0   |

## Samenvatting
| Competitie        | Totaal gespeeld | Winst Canada | Gelijk | Winst Hongkong | Doelsaldo Canada – Hongkong |
| ----------------- | --------------- | ------------ | ------ | -------------- | --------------------------- |
| Vriendschappelijk | 1               | 1            | 0      | 0              | 2 − 0                       |
| Totaal            | 1               | 1            | 0      | 0              | 2 − 0                       |